# Ꜣ
Pour les articles homonymes, voir Alef.
Cette page contient des caractères spéciaux ou non latins. S’ils s’affichent mal (▯, ?, etc.), consultez la page d’aide Unicode.
L’alef (capitale : Ꜣ, minuscule : ꜣ), aussi appelé alef égyptologique, hamza, ou encore ayn (dans l’alphabet standard de Lepsius), est une lettre additionnelle de l’alphabet latin utilisée dans la translittération de texte en égyptologie.

## Utilisation
La lettre est déjà utilisée par Karl Richard Lepsius dans son alphabet standard pour transcrire la consonne fricative pharyngale voisée [ʕ], transcrite avec le ʿayin ‹ ע › en hébreu, le ʿē ‹ ܥ › en syriaque, le ʿayn ‹ ع › en arabe, le ayn ‹ ዐ › en guèze et amharique. Lepsius décrit cette lettre comme un double spiritus lenis. Carl Faulmann reprend cet usage dans Das Buch der Schrift.

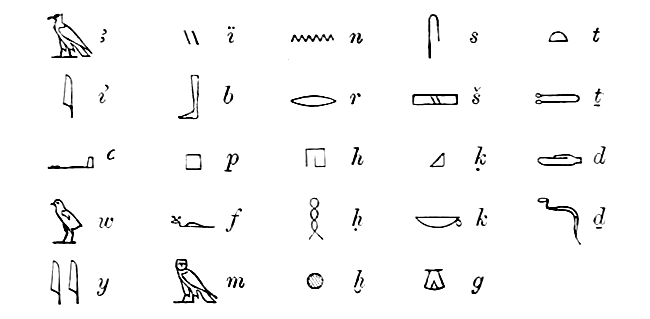
Table de translittération des hiéroglyphes égyptiens du Zeitschrift für ägyptische Sprache und Alterthumskunde de 1889.

Les égyptologues utilisent cette lettre pour transcrire l’alef ‹ 𓄿 › (hiéroglyphe du vautour), représentant une consonne occlusive glottale [ʔ], notamment dans Zeitschrift für Ägyptische Sprache und Altertumskunde dès 1889 (remplaçant le a utilisé auparavant), ou par Alan Henderson Gardiner en 1927 et Rainer Hannig en 1995 : 
| G1 |

Pour des raisons techniques historiques, les caractères yogh ‹ ȝ ›, l’epsilon réfléchi ‹ ɜ ›, ou même le chiffre 3 ‹ 3 ›, sont aussi parfois utilisés à sa place en égyptologie.
Il a aussi été utilisé dans la transcription d’autres langues sémitiques, notamment par Friedrich Eduard König (en) pour le ʿayin ‹ ע › hébreu.

## Représentations informatiques
L’alef peut être représenté avec les caractères Unicode suivants :
| lettres   | représentations | chaînes de caractères | points de code | descriptions                               |
| --------- | --------------- | --------------------- | -------------- | ------------------------------------------ |
| majuscule | Ꜣ               | Ꜣ                     | U+A722         | lettre majuscule latine alef égyptologique |
| minuscule | ꜣ               | ꜣ                     | U+A723         | lettre minuscule latine alef égyptologique |